# DeMarre Carroll
DeMarre LaEdrick Carroll (ur. 27 lipca 1986 w Birmingham) – amerykański koszykarz, występujący na pozycji skrzydłowego, po zakończeniu kariery zawodniczej trener koszykówki. Od 2023 asystent trenera Los Angeles Lakers.
Jest siostrzeńcem trenera akademickiego Mike'a Andersona.
W lipcu 2015 został zawodnikiem Toronto Raptors. 13 lipca 2017 został wytransferowany do Brooklyn Nets wraz z przyszłymi wyborami I i II rundy draftu 2018, w zamian za Justina Hamiltona. 30 czerwca 2019 podpisał dwuletni kontrakt z San Antonio Spurs.
6 lipca 2019 trafił w wyniku wymiany do San Antonio Spurs. 18 lutego 2020 opuścił klub. Dwa dni później podpisał umowę do końca sezonu z Houston Rockets.
4 lipca 2023 został asystentem trenera Los Angeles Lakers.

## Osiągnięcia
Na podstawie, o ile nie zaznaczono inaczej.
NCAA
- Uczestnik rozgrywek Elite Eight turnieju NCAA (2009)
- Mistrz turnieju konferencji Big 12 (2009)
- MVP turnieju:
  - Big 12 (2009)[1]
  - CBE Classic Columbia Regional (2008)
  - Portsmouth Invitational (2009)
- Big 12 Newcomer of the Year (2008)[1]
- Zaliczony do:
  - I składu:
    - Big 12 (2009)
    - najlepszych nowo przybyłych zawodników Big 12 (2008)
    - turnieju:
      - Big 12 (2009)
      - Puerto Rico Tip-Off Classic (2009)

  - składu honorable mention:
    - All-Big 12 (2008)[1]
    - All-America (2009)[1]